# Dawn Fraser
Dawn Lorraine Fraser MBE (n. 4 septembrie 1937, Municipality of Leichhardt⁠(d), Noul Wales de Sud, Australia) este o campioană australiană la înot sportiv în stil liber. A câștigat de trei ori consecutiv la proba de 100 de metri înot stil liber.

## Copilărie
Dawn Fraser s-a născut în Balmain, New South Wales, o suburbie din Sydney, cea mai mică dintre cei opt copii ai familiei. La vârsta de 14 ani a fost remarcată de antrenorul din Sydney, Harry Gallagher.

## Cariera sportivă
Fraser a câștigat opt medalii olimpice, inclusiv patru medalii de aur și șase medalii de aur la Jocurile Commonwealthului. De asemenea, a deținut 39 de recorduri. Recordul de 100 de metri stil liber a fost al ei timp de 15 ani, de la 1 decembrie 1956 până la 8 ianuarie 1972. Ea este prima dintre cei patru înotători din istoria Jocurilor Olimpice (alături de Krisztina Egerszegi din Ungaria, Michael Phelps și Katie Ledecky din Statele Unite) care au câștigat medalii de aur individuale la aceeași probă (100 de metri stil liber, la trei Olimpiade succesive, în 1956, 1960 și 1964).
În octombrie 1962, a devenit prima femeie care a înotat 100 de metri stil liber în mai puțin de un minut. Abia în 1972, la opt ani după ce Fraser s-a pensionat, a fost doborât recordul ei de 58,9 secunde.
Cu câteva săptămâni înainte de Jocurile Olimpice de vară din 1964, Fraser a fost rănită într-un accident de mașină, în urma căruia mama ei, Rose, a decedat. Aceasta a fost o nouă tragedie pentru Fraser și familia ei, după ce fratele ei mai mare murise de leucemie în 1950, iar tatăl ei în 1960, bolnav de cancer.
În timpul Jocurilor Olimpice de vară din 1964 de la Tokyo, Fraser a declanșat un confict cu sponsorii echipei de înot și cu Uniunea Australiană de Înot (ASU), atunci când i-a sfidat și a defilat la ceremonia de deschidere și a purtat un costum de înot mai vechi în competiție, deoarece i s-a părut mai confortabil decât cel furnizat de sponsori. În plus, a fost acuzată că a furat un steag olimpic de pe un catarg din afara palatului împăratului Hirohito din Tokyo. A fost arestată, dar eliberată din lipsă de probe. La final a primit steagul drept suvenir. Ea a negat ulterior acuzațiile.Asociația australiană de înot pentru amatori i-a interzis accesul la competiții sportive pe o perioadă de 10 ani.

## Activitatea post-înot
După interdicția de a concura, Dawn Fraser a început o activitate de antrenoare de înot. Pentru o perioadă, s-a implicat în viața politică. Împreună cu Harry Gordon, a lansat volumul autobiografic Gold Medal Girl (Below the Surface). În 1996 a însoțit echipa Australiei la Jocurile Olimpice de la Atlanta, unde a suferit un atac de anghină pectorală și a fost internată în spital.

## Recunoaștere
În 1998 Guvernul Australiei a numit-o „National Living Treasure”. La data de 21 noiembrie 1999, pe scena Operei din Viena, a fost desemnată sportiva secolului, la categoria sporturi nautice. Dawn Fraser a rămas cunoscută drept prima femeie care a înotat 100 de metri sub un minut și prima înotătoare care a obținut medalia de aur la aceeași probă, la trei ediții consecutive ale Jocurilor Olimpice.